# Doug Morrison
Douglas „Doug“ Morrison (* 1. Februar 1960 in Vancouver, British Columbia) ist ein ehemaliger kanadischer Eishockeyspieler, der von 1979 bis 1991 unter anderem für die Boston Bruins in der National Hockey League (NHL) sowie für den EC Hedos München in der deutschen 2. Eishockey-Bundesliga auf der Position des rechten Flügelstürmers spielte. Sein jüngerer Bruder Mark war ebenfalls professioneller Eishockeyspieler.

## Karriere
Bei den Lethbridge Broncos in der Western Hockey League machte Morrison im Juniorenbereich auf sich aufmerksam. Neben Darryl Sutter in seiner zweiten und Duane Sutter in seiner dritten Saison war er einer der erfolgreichsten Scorer in Lethbridge. Die Boston Bruins wählten ihn im NHL Entry Draft 1979 in der zweiten Runde aus. Er verblieb ein weiteres Jahr bei den Junioren, kam aber am Ende der Saison 1979/80 noch zu seinem Debüt in der National Hockey League (NHL). Ebenso spielte er mit der kanadischen Nationalmannschaft in dieser Spielzeit beim Iswestija-Pokal 1980.
Am 19. März wurde er beim Spiel der Bruins bei den Minnesota North Stars für ein Spiel in den Kader berufen. Die folgende Saison startete er bei den Springfield Indians in der American Hockey League (AHL). Ende November holten ihn die Bruins wieder in die NHL. Am 27. November erzielte er gegen die Pittsburgh Penguins einen Treffer. Das Highlight der 18 Spiele, die er bis Mitte Januar bestritt, war der 7:1-Sieg der Bruins am 14. Dezember gegen die Los Angeles Kings. Nachdem Ray Bourque das Team früh auf die Siegerstraße gebracht hatte, erzielte Morrison im letzten Drittel innerhalb von knapp neun Minuten einen natural hat-trick. Die Saison 1982/83 spielte er weitgehend bei den Erie Blades, nur Ende Oktober holten ihn die Bruins für drei Spiele in die NHL. Die nächste Station waren die Maine Mariners, bei denen er unter anderem mit Danny Held und Bernie Johnston zusammen spielte und bis in die Finalserie um den Calder Cup kam. Es folgte die Station bei den Hershey Bears, wo Chris Valentine einer seiner Mannschaftskameraden war. Im zweiten Jahr in Hershey wurde er noch einmal am 7. April 1985 zu seinem letzten NHL-Spiel mit den Bruins gegen die Toronto Maple Leafs berufen.
Ab der Saison 1985/86 spielte er für die Salt Lake Golden Eagles. Dort traf er erstmals auf Scott MacLeod, mit dem er ab der Saison 1987/88 für den EC Hedos München spielte. Die beiden waren die überragenden Spieler der Liga und avancierten schnell zu Publikumslieblingen. Im zweiten Jahr gelang der Aufstieg in die Bundesliga, doch obwohl Morrison mit seinen 23 Treffern in der Aufstiegsrunde maßgeblich am Aufstieg beteiligt war, traute man ihm nicht zu, auch in der höchsten deutschen Spielklasse der erforderliche Leistungsträger zu sein. Gemeinsam mit MacLeod wechselte er zum HC Meran, doch nach 25 Spielen zog er weiter zum EHC Uzwil in die Schweiz. Ein Spiel bestritt er noch für den EC Bad Tölz, bevor er sich dem EC Peiting in der Oberliga anschloss.

## Erfolge und Auszeichnungen
- 1987 Turner-Cup-Gewinn mit den Salt Lake Golden Eagles
- 1989 Aufstieg in die Bundesliga mit dem EC Hedos München